# Wirówek (województwo zachodniopomorskie)
Wirówek – (do 1945 r. niem. Wierower Mühle), osada w Polsce położona w województwie zachodniopomorskim, w powiecie gryfińskim, w gminie Gryfino nad rzeką Tywą.
We wsi dwór z początku XX wieku  w otoczeniu parku. Historia dworu rozpoczyna się w 1548 roku, wówczas książę Filip I aktem własności przekazał Kasparowi Luckfiel Wirówek wraz z przyległymi do wioski gruntami. Do marca 1945 roku majątek należał do rodziny Beyersdorff, następnie istniała tu siedziba Państwowego Gospodarstwa Rolnego. Przez ten okres dwór wraz z przyległym parkiem uległ całkowitej dewastacji. Zniszczony dwór i park znalazł się w 1994 roku w rękach prywatnych, właściciele zgodnie z wytycznymi konserwatora zabytków odrestaurowali dwór i park zakładając gospodarstwo agroturystyczne "Wirówek"
Park znajduje się pomiędzy Tywą, a Młynówką, ma powierzchnię 4,8 ha. Wśród nasadzeń występują dęby, klony, wierzba, jesiony i buczyna. Przy zbiegu rzek rośnie potężny jesion o obwodzie pnia 3,10 m. 
Od 1895 roku przez Wirówek przebiegała linia kolejowa Gryfino – Pyrzyce. Przewozy zawieszono w 1996 roku, a w 2002 roku zapadła decyzja o likwidacji linii. 
W roku 2000 w osadzie mieszkały 54 osoby
.